# Lü Yang
Lü Yang (kinesiska: 吕扬; pinyin: Lǚ Yáng), född 26 november 1993, är en kinesisk roddare.

## Karriär
Lü tävlade för Kina vid olympiska sommarspelen 2016 i Rio de Janeiro, där hon tillsammans med Zhu Weiwei slutade på 11:e plats i dubbelsculler. Vid olympiska sommarspelen 2020 i Tokyo tog Lü guld tillsammans med Chen Yunxia, Zhang Ling och Cui Xiaotong i scullerfyra.
I september 2022 vid VM i Račice tog Lü guld tillsammans med Chen Yunxia, Zhang Ling och Cui Xiaotong i scullerfyra. I september 2023 vid VM i Belgrad tog de brons tillsammans i scullerfyra.